# Campeonato Mundial de Esgrima de 2001
El LXIII Campeonato Mundial de Esgrima se celebró en Nimes (Francia) entre el 26 de octubre y el 1 de noviembre de 2001 bajo la organización de la Federación Internacional de Esgrima (FIE) y la Federación Francesa de Esgrima.
Las competiciones se realizaron en la Arena de Nimes.

## Medallistas

### Masculino
| Evento              | Oro                                                                                | Plata                                                                           | Bronce                                                                      |
| ------------------- | ---------------------------------------------------------------------------------- | ------------------------------------------------------------------------------- | --------------------------------------------------------------------------- |
| Florete individual  | Salvatore Sanzo · Italia                                                           | Loïc Attely Francia                                                             | Brice Guyart Francia Franck Boidin Francia                                  |
| Florete por equipos | Loïc Attely Jean-Noël Ferrari Brice Guyart Franck Boidin Francia                   | Adam Krzesiński · Sławomir Mocek · Tomasz Ciepły · Piotr Kiełpikowski · Polonia | Elvis Gregory · Óscar García Pérez · Raúl Perojo · Eddy Patterson · Cuba    |
| Espada individual   | Paolo Milanoli · Italia                                                            | Basil Hoffmann · Suiza                                                          | Fabrice Jeannet · Francia · Oliver Lücke · Alemania                         |
| Espada por equipos  | Krisztián Kulcsár · Iván Kovács · Géza Imre · Attila Fekete · Hungría              | Kaido Kaaberma Nikolai Novosjolov Sergei Vaht Meelis Loit Estonia               | Fabrice Jeannet Hugues Obry Rémy Delhomme Jérôme Jeannet Francia            |
| Sable individual    | Stanislav Pozdniakov · Rusia                                                       | Julien Pillet Francia                                                           | Mathieu Gourdain · Francia · Rafał Sznajder · Polonia                       |
| Sable por equipos   | Stanislav Pozdniakov · Serguei Sharikov · Alexei Frosin · Alexei Diachenko · Rusia | Domonkos Ferjancsik · Kende Fodor · Balázs Lengyel · Zsolt Nemcsik · Hungría    | Mihai Covaliu · Florin Zalomir · Florin Lupeică · Victor Găureanu · Rumania |

### Femenino
| Evento              | Oro                                                                              | Plata                                                                           | Bronce                                                                          |
| ------------------- | -------------------------------------------------------------------------------- | ------------------------------------------------------------------------------- | ------------------------------------------------------------------------------- |
| Florete individual  | Valentina Vezzali · Italia                                                       | Sabine Bau · Alemania                                                           | Roxana Scarlat · Rumania · Yekaterina Yusheva · Rusia                           |
| Florete por equipos | Diana Bianchedi · Giovanna Trillini · Valentina Vezzali · Frida Scarpa · Italia  | Yekaterina Yusheva · Svetlana Boiko · Olga Lobyntseva · Yuliya Jakimova · Rusia | Erinn Smart Ann Marsh Iris Zimmermann Felicia Zimmermann Estados Unidos         |
| Espada individual   | Claudia Bokel · Alemania                                                         | Laura Flessel-Colovic Francia                                                   | Maria Isaksson · Suecia · Gianna Hablützel-Bürki · Suiza                        |
| Espada por equipos  | Tatiana Logunova · Anna Sivkova · Mariya Mazina · Tatiana Fajrutdinova · Rusia   | Gianna Hablützel-Bürki · Sophie Lamon · Diana Romagnoli · Tabea Steffen · Suiza | Ildikó Mincza · Tímea Nagy · Hajnalka Tóth · Adrienn Hormay · Hungría           |
| Sable individual    | Anne-Lise Touya Francia                                                          | Ilaria Bianco · Italia                                                          | Yelena Jemayeva · Azerbaiyán · Gioia Marzocca · Italia                          |
| Sable por equipos   | Yelena Nechayeva · Natalia Makeyeva · Irina Bazhenova · Yelizaveta Gorst · Rusia | Andreea Pelei · Cătălina Gheorghițoaia · Irina Drăghici · Rumania               | Sandra Benad · Sabine Thieltges · Doreen Häntzsch · Stefanie Kubissa · Alemania |

## Medallero
| Núm. | País           | Oro | Plata | Bronce | Total |
| ---- | -------------- | --- | ----- | ------ | ----- |
| 1    | Rusia          | 4   | 1     | 1      | 6     |
| 1    | Italia         | 4   | 1     | 1      | 6     |
| 3    | Francia        | 2   | 3     | 5      | 10    |
| 4    | Alemania       | 1   | 1     | 2      | 4     |
| 5    | Hungría        | 1   | 1     | 1      | 3     |
| 6    | Suiza          | 0   | 2     | 1      | 3     |
| 7    | Rumania        | 0   | 1     | 2      | 3     |
| 8    | Polonia        | 0   | 1     | 1      | 2     |
| 9    | Estonia        | 0   | 1     | 0      | 1     |
| 10   | Azerbaiyán     | 0   | 0     | 1      | 1     |
| 10   | Cuba           | 0   | 0     | 1      | 1     |
| 10   | Estados Unidos | 0   | 0     | 1      | 1     |
| 10   | Suecia         | 0   | 0     | 1      | 1     |
|      | TOTAL          | 12  | 12    | 18     | 42    |